# Eeuwaanduiding in Romeinse cijfers
De eeuwaanduiding in Romeinse cijfers wordt vaak gebruikt in boeken en rapportages om aan te duiden in welke periode een bepaalde gebeurtenis heeft plaatsgevonden. Vroeger werd er veel minder exact op schrift gesteld en zijn de archeologische duidingen grofmaziger, waardoor er een minder exacte tijdsrekening gebruikt kan worden. Ook is het in de Romaanse talen vaak gebruikelijk om eeuwen in Romeinse cijfers weer te geven.

## Voorbeelden
| XIII | 13e eeuw | 1201 - 1300 |
| XIV  | 14e eeuw | 1301 - 1400 |
| XV   | 15e eeuw | 1401 - 1500 |
| XVI  | 16e eeuw | 1501 - 1600 |
| XVII | 17e eeuw | 1601 - 1700 |

## Achtervoegsels
Geregeld krijgen de eeuwaanduidingen in Romeinse cijfers een extra letter achter het jaartal, zoals "XI B" of "XI c". Hiermee wordt aangegeven welk deel van de eeuw bedoeld wordt. Daarbij zijn er twee mogelijkheden:
- Hoofdletters A en B: deze staan respectievelijk voor de eerste helft en de tweede helft van de betreffende eeuw.
- Kleine letters a, b, c en d: deze staan respectievelijk voor het eerste kwart, tweede kwart, derde kwart of vierde kwart van de betreffende eeuw.

### Voorbeelden
- XI B of XIB: de tweede helft van de 11e eeuw, de periode van 1051-1100
- X c of Xc: het derde kwart van de 10e eeuw, de periode van 951-975

Een andere mogelijkheid die voorkomt, is een aanduiding als XVd-XVIa, waarmee dan de periode van 1476-1525 bedoeld wordt.